# Constantin C. Giurescu

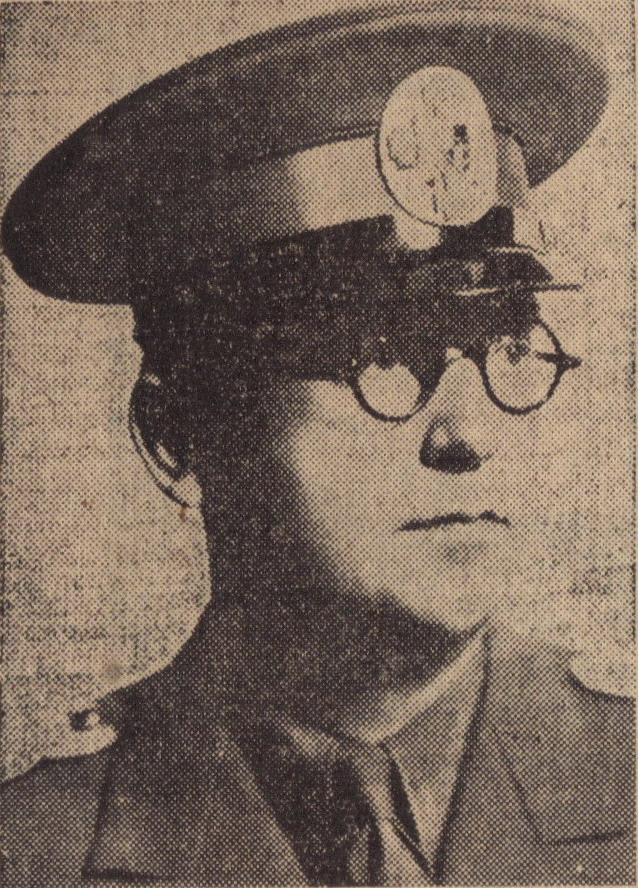
Constantin C. Giurescu (1939)

Constantin C. Giurescu (* 26. Oktober 1901 in Focșani; † 13. November 1977) war ein rumänischer Historiker und Hochschullehrer.

## Leben
Der Sohn des Historikers Konstantin Giurescu wurde im Jahr 1901 in Focșani geboren. Nach dem Besuch der Primar- und Sekundarschule studierte er in Bukarest und dann in Paris. Von 1920 bis 1926 war Giurescu Assistent am National Museum of Antiquities in Bukarest. Am 15. Februar 1927 wurde sein Sohn Dinu C. Giurescu, ein späterer Historiker, geboren. Im selben Jahr wurde er Direktor der Ion Bratianu Stiftung. In der Zwischenkriegszeit wirke er als Politiker an den sozial-politischen Reformen mit. Zudem war er einer der Gründer der „Revistei istorice române“ und des „Institutului de Istorie Naţională“. Ferner war Giurescu Mitglied der Rumänischen Akademie und Professor an der Universität Bukarest. Der Historiker für mittelalterliche und frühe moderne südeuropäische Geschichte war in der Zeit von 1950 bis 1955 Häftling im Gefängnis von Sighet. Seine Gefängniserinnerungen wurden später veröffentlicht. Giurescu starb im Alter von 76 Jahren.

## Ehrungen
Im Jahr 1971 erhielt er den Orden „Meritul Științific“.

## Werke (Auswahl)
- Geschichte der Rumänen. Wissenschaftlicher und Enzyklopädie Verlag, 1980
- Geschichte der Stadt Bukarest. Sport- und Touristikverlag, 1976
- Die Bildung des rumänischen Einheitsstaates. Verlag Meridiane, 1971
- Transsilvanien. Schäuble, 1970
- Die europäische Rolle des rumänischen Volkes. Dacia-Bücher, 1941